# Bathydactylus valdiviae
Bathydactylus valdiviae is een zeeanemonensoort uit de familie Actinostolidae.
Bathydactylus valdiviae is voor het eerst wetenschappelijk beschreven door Carlgren in 1928.